# Michèle Gilkinet
Michèle Gilkinet (Kamina (Congo), 25 januari 1952) is een Belgisch voormalig politica van Ecolo en volksvertegenwoordigster.

## Levensloop
Gilkinet is licentiate in de informatie en woordkunst.
Van 1999 tot 2003 zetelde zij voor Ecolo in de Kamer van volksvertegenwoordigers voor de kieskring Nijvel. Ze hield er zich voornamelijk bezig met Infrastructuur, Verkeer, Overheidsbedrijven en Sociale Zaken. In 2003 werd ze niet herkozen in de Kamer.
Na haar parlementaire loopbaan werd Gilkinet medeoprichter van de ecologische beweging GRAPPE en co-secretaris-generaal van de degrowth-beweging MPOC. In 2013 trad ze toe tot de Mouvement VEGA onder leiding van voormalig Ecolo-politicus Vincent Decroly. Ook werd ze door de Waalse Regering aangesteld tot vertegenwoordigster van de Gewestelijke Zending voor Arbeidsbemiddeling in Waals-Brabant.
Ze is de tante van Georges Gilkinet, eveneens politiek actief voor Ecolo.